# Gigors
Gigors é uma comuna francesa na região administrativa da Provença-Alpes-Costa Azul, no departamento dos Alpes da Alta Provença. Estende-se por uma área de 13,69 km². Em 2010 a comuna tinha 62 habitantes (densidade: 4,5 hab./km²).